# Piractwo (prawo międzynarodowe)
Piractwo (rozbój morski) – pojęcie określone przez Konwencję o morzu pełnym sporządzoną w Genewie dnia 29 kwietnia 1958 r. jako:

1. wszelki nielegalny akt gwałtu, zatrzymania lub wszelki rabunek dokonany dla celów osobistych przez załogę lub pasażerów prywatnego statku lub samolotu i skierowany:
a) na pełnym morzu przeciwko innemu statkowi lub samolotowi albo przeciwko osobom lub mieniu na pokładzie takiego statku lub samolotu,
b) przeciwko statkowi, samolotowi, osobom lub mieniu w miejscu nie podlegającym jurysdykcji żadnego Państwa,
2. wszelkie akty dobrowolnego uczestnictwa w korzystaniu ze statku lub samolotu, o ile ten, który ich dokonuje, ma świadomość faktów, nadających temu statkowi lub samolotowi charakter piracki,
3. wszelka akcja mająca na celu podżeganie do popełnienia czynów określonych w ustępach 1 i 2 niniejszego artykułu albo świadomie podjęta w celu ich ułatwienia.

Normy te powtórzyła w art. 101 Konwencja Narodów Zjednoczonych o prawie morza podpisana 10 grudnia 1982 w Montego Bay.
Spraw tych dotyczy także Konwencja w sprawie przeciwdziałania bezprawnym czynom przeciwko bezpieczeństwu żeglugi morskiej z 10 marca 1988 r. Zgodnie z artykułem 3:

1. Osoba popełnia przestępstwo, jeżeli bezprawnie i umyślnie:
(a) zajmuje statek lub przejmuje nad nim kontrolę przy użyciu siły lub groźby jej użycia lub za pomocą wszelkiej innej formy zastraszenia, lub
(b) dokonuje aktu przemocy przeciwko osobie znajdującej się na statku, jeżeli działanie to może zagrażać bezpiecznej żegludze tego statku, lub
(c) niszczy statek albo powoduje uszkodzenie statku lub jego ładunku, jeżeli działanie to może zagrażać bezpiecznej żegludze tego statku, lub
(d) umieszcza, lub powoduje umieszczenie na statku, za pomocą jakichkolwiek środków, urządzenia lub substancji, która może zniszczyć ten statek lub spowodować jego uszkodzenie lub znajdującego się na nim ładunku, powodując przez to zagrożenie lub możliwość zagrożenia dla bezpiecznej żeglugi tego statku, lub
(e) niszczy albo w sposób poważny uszkadza morskie urządzenia nawigacyjne, albo w poważny sposób przeszkadza w ich obsłudze, jeżeli działanie takie może zagrażać bezpiecznej żegludze statku, lub
(f) przekazuje informacje, o których wie, że są fałszywe, powodując w ten sposób zagrożenie dla bezpiecznej żeglugi statku, lub
(g) rani albo zabija inną osobę w związku z popełnieniem lub próbą popełnienia jakiegokolwiek przestępstwa wymienionego w punktach od (a) do (f).
2. Osoba popełnia również przestępstwo, jeżeli:
(a) usiłuje popełnić jakiekolwiek przestępstwo wymienione w ustępie 1 lub
(b) namawia inną osobę do popełnienia przestępstw wymienionych w ustępie 1, lub w jakikolwiek sposób współdziała z osobą popełniającą takie przestępstwa, lub
(c) grozi, stawiając warunki lub nie stawiając warunków, jakie są przewidziane w prawie wewnętrznym, w celu zmuszenia osoby fizycznej lub prawnej do dokonania lub powstrzymania się od dokonania określonego czynu, że popełni jakiekolwiek przestępstwo wyszczególnione w ustępie 1 punkty (b), (c) i (e), jeżeli groźba taka naraża bezpieczną żeglugę danego statku.

Podejrzenie uprawiania piractwa, podobnie jak handlu niewolnikami, przyznaje okrętom wojennym na morzu otwartym prawo wizyty i rewizji, wobec takiego statku. Pierwsze tego rodzaju ustalenia pochodzą z roku 1815, gdy podobną zasadę wprowadziła uchwalona 8 lutego Deklaracja Mocarstw w sprawie zniesienia handlu Murzynami (który uznano za sprzeczny z zasadami humanitaryzmu i moralności powszechnej) dołączona do Aktu końcowego kongresu wiedeńskiego. Sprawy te nie są tożsame, lecz mają cechy wspólne, rozbój morski może łączyć się z porywaniem ludzi dla wymuszenia okupu lub w innym celu. Znane są również przypadki wykorzystywania przez piratów porwanych załóg do obsługi statków baz. Rola zakładników sprowadza się nie tylko do sterowania statkami, ale stanowią oni również żywe tarcze w razie ataku marynarki wojennej.
Konwencja w sprawie niewolnictwa z 1926 w art. 3 zobowiązuje Strony przedsięwziąć wszystkie potrzebne kroki, celem zapobieżenia i uniemożliwienia ładowania na okręty, wyładowywania, przewozu niewolników na swych wodach terytorialnych, jak również przewożenia ich wszystkimi statkami, noszącymi flagi danych Państw.
Konferencja waszyngtońska w układzie z 6 lutego 1922 o zasadach używania okrętów podwodnych i zakazie gazów szkodliwych uznawała za piractwo atakowanie statków handlowych przez okręty podwodne bez ostrzeżenia i bez zapewnienia ewakuacji załogi. Zakaz takich ataków powtarzał traktat londyński (1930), choć bez nazywania ich piractwem.

## Zwalczanie piractwa
Artykuł 14 Konwencji z 1958 głosi, że Wszystkie państwa powinny współdziałać we wszelki możliwy sposób w celu zniszczenia piractwa na pełnym morzu lub w każdym innym miejscu nie podlegającym jurysdykcji żadnego Państwa. Identycznie brzmi art. 100 Konwencji z 1982. Artykuł 4 Konwencji z 1988 stanowi 1. Niniejsza konwencja ma zastosowanie, jeżeli statek przepływa lub zgodnie z planem ma wpłynąć na, przepłynąć przez lub wypłynąć z wód znajdujących się poza zewnętrzną granicą morza terytorialnego jednego państwa lub poza bocznymi granicami jego morza terytorialnego graniczącego z przyległymi państwami. 2. W przypadkach, w których konwencja nie ma zastosowania na podstawie ustępu 1, stosowana jest mimo wszystko, jeżeli sprawca lub domniemany sprawca przestępstwa przebywa na terytorium państwa-strony innego niż państwo, do którego odnosi się ustęp 1.
Oznacza to jednocześnie brak regulacji dotyczących rozboju morskiego na morzu terytorialnym w przypadku, gdy dane państwo przybrzeżne nie sprawuje efektywnej władzy nad swoim terytorium. Przykładem tej sytuacji jest sprawa tzw. piratów somalijskich.
Zobacz też hasło prawo pościgu.